# Kansas of Elsass
Kansas of Elsass, de son vrai nom Christian Gyss, est un artiste, chanteur et comique alsacien né le 19 avril 1961.

## Biographie
Kansas of Elsass (KoE) se fait connaitre en mai 2003 au moment de la sortie de Rambo vom Elsass. Il s'agit d'une parodie d'un extrait de Rambo dont la bande son a été totalement réenregistrée par Kansas en Alsacien (en VA, « Version Alsacienne »). À la suite du succès de cette vidéo disponible en téléchargement libre sur son site web, il enregistre d'autres vidéos parodiques sur le même principe, doublées en alsacien et sous-titrées dans un français très éloigné de la version originale, et des clips pour son groupe, dénommé « le Gang », dont il est le chanteur principal.
Brocardant parfois le pouvoir en place (l'expression « les Twins » désigne Fabienne Keller et Robert Grossmann, anciennement à la tête de la mairie de Strasbourg de 2001 à 2008, est largement reprise sur place par la population), son humour s'inscrit dans une longue tradition de chansonniers alsaciens irrévérencieux, allant de Germain Muller à Roger Siffer.
Ces vidéos se sont concrétisées en avril 2004 par la sortie d'un CD distribué dans les magasins Fnac d'Alsace et par, le 2 avril 2005, un concert à La Laiterie à Strasbourg avec son groupe. L'orientation musicale du groupe est le style heavy metal en alsacien et français, avec la touche humoristique de Kansas. Le premier CD produit fut l'une des meilleures ventes CD à la Fnac de Strasbourg[réf. nécessaire]. Un nouveau concert suivant la sortie du deuxième opus Born in Elsass en 2007 a lieu le 15 décembre 2007 à La Laiterie de Strasbourg.
À partir de décembre 2004, Kansas sort chaque mois un billet d'humeur vidéo sur différentes curiosités et faits liés de près ou de loin à l'Alsace (la démolition du  pont Churchill ou le Marché de Noël de Strasbourg, qu'il appelle « la foire au vin chaud »). Largement connu et apprécié en Alsace, sa notoriété commence à déborder des frontières de la région.
Kansas a été également présent lors de l'édition 2008 de la Foire aux vins d'Alsace, à Colmar. Il se produit en concerts dans différents salles d'Alsace et à diverses occasion,,.
Il est père de deux enfants, son premier enfant est également musicien et a fondé le groupe 33 Dogs[réf. nécessaire].

## Travail personnel
Christian Gyss est réalisateur de vidéos spécialisé dans l'habillage de bandes annonces. Il travaille notamment pour Arte et France 5. En 2008 il a été sacré « champion d'Europe des bandes annonces » lors d'un salon professionnel de la télévision à Lucerne en Suisse pour le travail réalisé lors du cycle Stanley Kubrick diffusé en 2007 sur Arte.[réf. nécessaire]
En 2014, Arte obtient à la 16e édition des Eyes & Ears Awards le Gold Award dans la catégorie « Meilleure campagne de promotion à l’antenne – Culture » pour la création Summer of soul, Christian Gyss en ayant réalisé le montage.

## Le Gang
- Sholly (Klavier)
- Spizzy (Basse 5 cordes)
- Rico (Drums+camionnette)
- Mr D mystère Di (Vokals)
- Flash (Guitare)
- Joss (guitare)
- Seb (Guard)

## Expressions
- « Bye, ça veut dire ciao en anglais »
- « Lëck mi am arsch », (LMAA) littéralement Lèche moi le cul en alsacien, concrètement Va te faire voir.

## Filmographie

### Versions Alsaciennes
- Rambo vom Elsass[4]
- Dirty woman VA
- Furtz & Furiouz VA
- Maytrix reloatet VA
- Star drek VA
- Intro Maytrix
- HEXECHISSE
- Le Saigneur des Blaireaux - La communauté des Zéros
- Le Saigneur des Blaireaux - Les Des Tours
- Le Saigneur des Blaireaux - Le retour du le roi merlin
- Untuned-detuned
- Jackie Shand part 1
- Jackie Shand part 2
- LA KROUPIE épisode ONE
- LA KROUPIE VA épisode 2
- LA KROUPIE épisode 3
- LA KROUPIE épisode 4
- ZLATAN ICHABAWITZ
- ARSCHFALL 0067
- MOUMOUTE
- OLEFION
- Danse avec les nanards
- 50 nuances de cris

### On Ze Road
- On ze road
- On ze road à Sarreguemines
- On ze road dans le SUNDGAU
- On ze road : Basse Zorn !
- On ze road ‘foire aux vins’
- On ze road dans le Bitcherland (5-7)
- On ze road Kountry
- On ze road 'Drift Cup 09
- On ze road au RACING CLUB DE STRASBOURG
- On ze road 'big Kompagny'
- On ze road 'MMA'
- On ze road 'Kansas Kars v2 full'
- On ze road 'AS MUTZIG'
- On ze road 'MMA'
- On ze road 5-7 best off

### Vidéos diverses
- La méthode à Chean-Claude, Pup.
- Eurockansas épisode 1
- Eurockansas épisode 2
- Eurockansas épisode 3
- Eurockansas épisode 4
- Tourista : Ze arches of mulhouze
- Kansas 2000
- Tourista : Le Racing
- Des saucisses et des frites
- Eurockansas bande annonce
- Vœux 2006
- Congrès de la Saucisse
- La PUP
- Kansas & De Gang ‘Pays de si de la’ France 3
- Tourista : Ze statue
- Tourista : Ze foire au vin chaud
- Tourista : Ze bridge
- Tourista : Star place
- Tourista : Ze casino
- Alsacian world tour
- Le kung fu alsascian
- La grille de rentrée de KTV
- Présentation du gang
- Clip la voiture
- KOE revisite Neuve Église
- Ohlungen
- LMAA, live au festival Summerlied
- Tu es mon oasis
- Montbronn Mud Racers
- La voiture au ’festival Décibulles’
- Born in Elsass, ze klip
- Koe revisite l’empire SCHROLL
- Tourista Ze Arti-Style
- Beopple vs Peopple : Kansasland
- Turckeim Motel
- La Pup: Fumer Pue
- Kansas Alsako's skool - lesson 1
- Kansas Alsako's skool - lesson two
- Kansas Alsako's skool - lesson three
- Päkiestheim - truck tuning land
- Kansas Alsako's skool - lesson 4
- Kansas Alsako's skool - lesson 5 (finale)
- Tourista : Le bon plan !
- Kansas Hero
- Wurst Party VA
- Sebastien LOEB-KoE & De Gang en live au Zenith
- TOURISTA spezial Kultes
- Best Of KTV 05-09
- Alsako's sKool lesson 6 'MASTERCHEF'
- KLIP 'dumm dumm'
- R&ROLL NOT DEAD épisode 1
- LA KNACKLINE épisode 1
- LA KNACKLINE épisode 2
- KNACKLINE épisode 3
- R&ROLL NOT DEAD ep2
- 'R&ROLL NOT DEAD' ep3
- R&ROLL NOT DEAD 'ze klip'
- PUP 'BEUGEOT'
- TOURISTA 'Chillesss'
- KOSMOS DISKO episode Ouane
- LMAA ze party